# 滇南红果树
滇南红果树（学名：Stranvaesia oblanceolata），为蔷薇科红果树属下的一个植物种。